# Female Trouble
Female Trouble es una película de comedia negra independiente estadounidense de 1974 escrita, producida y dirigida por John Waters. Está protagonizada por Divine junto a David Lochary, Mary Vivian Pearce, Mink Stole y Edith Massey. Se basa en la vida de una estudiante de secundaria delincuente Dawn Davenport (interpretada por Divine), que se escapa de casa, queda embarazada mientras hace autostop y se embarca en una vida delictiva.
Realizada directamente después de su notorio éxito de culto de 1972 Pink Flamingos (que utilizó gran parte del mismo elenco y se realizó con un estilo de bajo presupuesto similar), Waters también actuó como director de fotografía y coeditor

## Trama
En Baltimore, en 1960, Dawn Davenport, una estudiante de secundaria delincuente, se pone furiosa cuando sus padres se niegan a comprarle los tacones de cha-cha que quería para Navidad. En un ataque de ira, tira el árbol de Navidad familiar sobre su madre y sale furiosa de la casa sin siquiera estar vestida. Dawn hace autostop con un hombre repulsivo y lascivo, Earl Peterson, que la lleva a un vertedero donde tienen sexo sobre un colchón desechado. Dawn queda embarazada, pero Earl se niega a mantenerla. Finalmente da a luz a una hija, Taffy, a quien a menudo golpea y castiga severamente. Dawn trabaja en varios trabajos sin futuro, como camarera en un restaurante y stripper, y se involucra en actividades delictivas como robos y prostitución callejera con sus antiguas amigas de la escuela secundaria Concetta y Chicklette.

## Reparto
- Divine como Dawn Davenport / Earl Peterson
- David Lochary como Donald Dasher
- Mary Vivian Pearce como Donna Dasher
- Mink Stole como Taffy Davenport
  - Hilary Taylor como Taffy de joven
- Edith Massey como Ida Nelson
- Cookie Mueller como Concetta
- Susan Walsh como Chicklette Friar
- Michael Potter como Gater Nelson
- Ed Peranio como Wink
- Paul Swift como Butterfly
- George Figgs como Dribbles
- Susan Lowe como Vikki
- Channing Wilroy como el fiscal
- Elizabeth Coffey como Earnestine

## Recepción

### Crítica
En el sitio web de recopilación de reseñas Rotten Tomatoes , la película tiene un índice de aprobación del 90% basado en 29 reseñas, con una calificación promedio de 7,1/10. El consenso de los críticos del sitio web dice: "El cariño del director John Waters por lo exagerado aporta textura a la transgresión social en Female Trouble , una inmersión descaradamente subversiva en la celebridad y el caos"."